# Darver Castle
Darver Castle (irisch Caisleán Dhairbhreach) ist ein festes Haus mit Turm in Readypenny südwestlich von Dundalk im irischen County Louth. Die Niederungsburg stammt aus dem 12. Jahrhundert. Der Name „Darver“ ist von irischen Wort Dairbhre (dt.: Eichenhain) abgeleitet.

## Geschichte
Nach dem zweiten Teil der anglonormannischen Invasion Irlands 1171 verlehnte König Heinrich II. 80 Hektar Land an Patrick Babe, der dort einen befestigten Turm auf einem Hügel innerhalb des Geländes errichten ließ. Die ursprünglichen Gebäude waren aus Holz; der bis heute erhaltene, steinerne Turm stammt aus der Zeit um 1432. Zwar war die Burg auf eine Belagerung vorbereitet, gibt es keine Hinweise darauf, dass eine Belagerung von Darver Castle jemals stattgefunden hätte. 
1740 verkaufte die Familie Babe Darver Castle an Randal Booth und die Booths lebten bis 1980 dort. 1997 wurde die Burg an die Familie Carville verkauft, die sie renovieren und neu ausstatten ließen. Heute ist sie ein Luxushotel, Veranstaltungsort für Hochzeiten und Restaurant.